# ایلیا منفرد
ایلیا منفرد (زاده ۲۲ فروردین ۱۳۵۵ در کرمانشاه) خواننده و آهنگساز سبک پاپ است. وی با آهنگ «گل ارکیده» در سال ۱۳۷۶ به شهرت رسید.

## زندگی‌نامه
ایلیا منفرد در ۲۲ فروردین ۱۳۵۵ در کرمانشاه متولد شد؛ و از هفت سالگی نواختن گیتار را آغاز کرد. وی شاگرد استاد محمد نوری می‌باشد و پدرش سرلشکر ارتش جمهوری اسلامی ایران در جنگ ایران عراق بود. پدرش در سال ۱۳۹۲ به علت جراحات جنگ درگذشت.

ایلیا منفرد در مورد کودکی و خانواده خود می‌گوید:
«خیلی برایم مهم بود که فرزند یک سرلشکر هستم و با تمام پشتیبانی خانواده‌ام و بخصوص پدرم به سمت هنر و موسیقی رفتم. جای پدرم در زندگی من خیلی خالی است. افتخار می‌کنم که در خانواده‌ای بزرگ شده‌ام که دین خود را به خاکش ادا کرده‌است و هشتاد ماه پدر من در جبهه بوده و فرمانده لشکر ۸۱ زرهی بودند. ما به دلیل اینکه در هر چهار ماه فقط ۴ روز می‌توانستیم پدر را ببینیم، مجبور بودیم در دوران جنگ در کرمانشاه زندگی کنیم آن هم در آن اوج موشک باران. شما در تهران ابتدا آژیر قرمز داشتید بعد آژیر زرد و بعد هم آژیر سفید. من اصلاً یادم نمی‌آید در کرمانشاه که بودیم چیزی به اسم آژیر زرد از رادیوی کرمانشاه پخش شود و تمام آژیرها قرمز بود. فاصله بین دو حمله هوایی از سوی عراق به کرمانشاه به دو ساعت هم نمی‌کشید. یکی از تفاوت‌هایی که من با کسی که کودکی خود را در تهران یا شمال و شرق ایران گذرانده دارم، این است که آنها کلکسیون تمبر جمع می‌کردند من کلکسیون ترکش. خیابان‌های کرمانشاه پر از پوکه‌ها و ترکش‌ها بود.»

## خواندن برای تیم ملی فوتبال ایران
ایلیا منفرد در ۱۱ خرداد ماه سال ۱۳۹۳ برای بدرقه تیم ملی به جام جهانی ۲۰۱۴ برزیل در ورزشگاه ۱۲ هزار نفری آزادی تهران ترانه اجرا کرد. آهنگسازی و تنظیم این قطعه بر عهده خود ایلیا منفرد است.

## درگذشت پدر
رضا منفرد، در سال ۱۳۶۳ در جبهه سومار شیمیایی شد. وی که چهار ماه آخر زندگی خود را در کما سپری کرده بود در عصر روز جمعه سوم آبان ۱۳۹۲ درگذشت.
ایلیا منفرد در جشنواره موسیقی مقاومت ترانه‌ای به یاد پدرش بر روی صحنه اجرا کرد.

## سکوت ۱۰ ساله
ایلیا منفرد آخرین بار در سال ۱۳۸۲ ترانه اجرا کرده بود که بالاخره بعد از سکوتی ۱۰ ساله وی اعلام کرد که قرار است آلبومی به نام «برای همه سالهایی که گذشت» در آبان ماه سال ۹۳ منتشر شود. وی به شدت از عملکرد وزارت ارشاد انتقاد کرد و گفت: متأسفانه دوستان در دفتر موسیقی وزارت ارشاد آنطوری که قول می‌دهند عمل نمی‌کنند. این دوستان باعث می‌شوند که پروسه‌های اداری برای کسب مجوز بسیار طولانی‌تر از آن چیزی باشد که ما تصور می‌کنیم.

## آثار
از آهنگ‌های معروف وی می‌توان به گل ارکیده و بارون اشاره کرد. همچنین او آلبومی به نام ایلیا منتشر کرده‌است.
همچنین ایلیا منفرد ساخت موسیقی متن فیلم ایرانی فوتبالی ها به کارگردانی عباس خواجه وند را برعهده داشته است. 
ترانه «گل ارکیده» در اصل کاوری از «تانگو به سوی اورا» (Tango to Evora) اثری از لورینا مک‌کنیت می‌باشد که در بسیاری از زبان‌های جهان بر روی آن ترانه نوشته شده است.
| ایلیا | ایلیا                | ایلیا |
| شماره | نام                  | مدت   |
| ----- | -------------------- | ----- |
| ۱.    | «آقا جون»            | nil   |
| ۲.    | «دلتنگی‌های گیتار من» | nil   |
| ۳.    | «بی تو نمی‌خواهم»     | nil   |
| ۴.    | «هزار تا قصه»        | nil   |
| ۵.    | «آخرین نامه از غربت» | nil   |
| ۶.    | «سایه‌بون»            | nil   |
| ۷.    | «مادر»               | nil   |
| ۸.    | «به‌سر نمی‌شود»        | nil   |
| ۹.    | «مرغ دریایی»         | nil   |